# Kan Suzuki

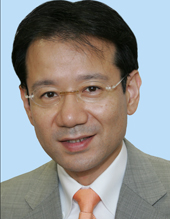
Kan Suzuki

Kan Suzuki (jap. 鈴木 寛, Suzuki Kan; * 5. Februar 1964 in Akashi, Präfektur Hyōgo) ist ein japanischer Politiker. Von 2001 bis 2013 vertrat er als Mitglied der Demokratischen Partei für zwei Amtszeiten die Präfektur Tokio im Sangiin, dem Oberhaus.
Suzuki schloss 1986 sein Studium der Rechtswissenschaft an der Universität Tokio ab und wurde anschließend Beamter im MITI. Während seiner Beamtenkarriere war er unter anderem für die Behörde für Rohstoffe und Energie und die Landbehörde tätig und unternahm einen Forschungsaufenthalt an der Universität Sydney. 1999 verließ er das Ministerium endgültig und nahm eine Lehrtätigkeit an der Keiō-Universität auf.
Bei der Sangiin-Wahl 2001 trat Suzuki für die Demokratische Partei im Wahlkreis Tokio (damals vier, seit 2007 fünf Mandate) an, erzielte den dritthöchsten Stimmenanteil und wurde Abgeordneter. 2005 und 2006 gehörte Suzuki den Schattenkabinetten von Seiji Maehara und Ichirō Ozawa an. Im Sangiin war er unter anderem Mitglied im Ausschuss für Bildung, Kultur, Sport, Wissenschaft und Technologie, im Justizausschuss und dem Forschungsausschuss für die Verfassung. 2007 wurde er – wieder mit dem dritthöchsten Stimmenanteil – als Abgeordneter wiedergewählt.
Nach der Regierungsübernahme durch die Demokraten nach der Shūgiin-Wahl 2009 wurde Suzuki Staatssekretär für Bildung, Kultur, Sport, Wissenschaft und Technologie im Kabinett Hatoyama, 2010 im Kabinett Kan.
Vor der Sangiin-Wahl 2013 entschied sich die Demokratische Partei angesichts gesunkener Unterstützung sehr kurzfristig, nur einen ihrer beiden bisherigen Amtsinhaber als Kandidaten für eine Wiederwahl zu nominieren. Die Wahl fiel auf Suzuki, allerdings unterstützte das prominente Mitglied der DPJ Tokio Naoto Kan Amtskollegin Masako Ōkawara, die nach dem Rückzug der Parteinominierung als Unabhängige kandidierte. Im Ergebnis verlor die Partei beide Sitze, und die LDP gewann erstmals seit der Wahl 1986 zwei Sitze in Tokio. Suzuki erzielte mit knapp 10 % den sechsthöchsten Stimmenanteil, Ōkawara landete mit rund vier Prozent der Stimmen auf dem neunten Platz.
Im November 2013 verließ er die Demokratische Partei.